# Dawes County
Das Dawes County ist ein County im US-Bundesstaat Nebraska. Der Verwaltungssitz (County Seat) ist Chadron, das nach Louis Chadron benannt wurde, einem frühen Trapper in dieser Gegend.

## Geographie
Das County liegt fast im äußersten Nordwesten von Nebraska, grenzt im Norden an South Dakota, ist im Westen etwa 40 Kilometer von Wyoming entfernt und hat eine Fläche von 3628 Quadratkilometern, wovon 12 Quadratkilometer Wasserfläche sind. Es grenzt an folgende Countys:
| Fall River County (South Dakota) |                  | Oglala Lakota County (South Dakota) |
| Sioux County                     |                  | Sheridan County                     |
|                                  | Box Butte County |                                     |

## Geschichte
Das Dawes County wurde 1885 aus einem Teil des Sioux County gebildet. Benannt wurde es nach James W. Dawes (1844–1918), dem fünften Gouverneur von Nebraska (1883–1887).
Ein Ort hat den Status einer National Historic Landmark, die Fort Robinson und Red Cloud Agency. 15 Bauwerke und Stätten des Countys sind insgesamt im National Register of Historic Places eingetragen (Stand 10. Februar 2018).

## Demografische Daten
Nach der Volkszählung im Jahr 2010 lebten im Dawes County 9182 Menschen in 3223 Haushalten. Die Bevölkerungsdichte betrug 2,5 Einwohner pro Quadratkilometer. In den 3223 Haushalten lebten statistisch je 2,42 Personen.
Ethnisch betrachtet setzte sich die Bevölkerung zusammen aus 89,4 Prozent Weißen, 1,5 Prozent Afroamerikanern, 3,9 Prozent amerikanischen Ureinwohnern, 1,0 Prozent Asiaten sowie aus anderen ethnischen Gruppen; 2,5 Prozent stammten von zwei oder mehr Ethnien ab. Unabhängig von der ethnischen Zugehörigkeit waren 3,3 Prozent der Bevölkerung spanischer oder lateinamerikanischer Abstammung.
19,4 Prozent der Bevölkerung waren unter 18 Jahre alt, 64,9 Prozent waren zwischen 18 und 64 und 15,7 Prozent waren 65 Jahre oder älter. 51,4 Prozent der Bevölkerung war weiblich.

Das jährliche Durchschnittseinkommen eines Haushalts lag bei 35.165 USD. Das Prokopfeinkommen betrug 16.987 USD. 20,4 Prozent der Einwohner lebten unterhalb der Armutsgrenze.

## Orte im County
- Belmont
- Bordeaux
- Chadron
- Crawford
- Dakota Junction
- Horn
- Marsland
- Pine Ridge
- Whitney